# 蛋白降解靶向嵌合体
蛋白降解靶向嵌合体（PROTAC）是一种利用小分子化合物来调节蛋白水平的靶向蛋白质降解技术。PROTAC相对于传统小分子药物具有不同的作用模式，可以利用独特的靶点将蛋白送入蛋白酶体，以实现化学敲降蛋白的目的。它的核心概念为利用人工小分子化合物召集一种特定的泛素连接酶，并通过实现靶蛋白的泛素化来降解蛋白。这一技术由于降解时模式为反复迭代，在靶蛋白突变等情况下相比传统的药物有更好的耐受性。如今，PROTAC技术是相关制药研究中的热门方向。